# Єгерлик-Су
Єґєрлі́к-Сув, Єні́-Сала́ (крим. Yeñi Sala, Egerlik Suv), також Єгерли́к-Су, Альошина — річка в Україні, на Кримському півострові. Права притока Ангари (басейн Азовського моря).

## Опис
Довжина річки приблизно 6,59 км, найкоротша відстань між витоком і гирлом — 5,80 км, коефіцієнт звивистості річки — 1,11 . Річка формується 3 безіменними струмками.

## Розташування
Бере початок на північно-східних схилах гори Замана. Тече переважно на північний захід понад горами Бал-Кая, Кизил-Кая, через села Чайковське, Перевальне і впадає у річку Ангару, ліву притоку Салгиру.

## Цікавий факт
- У селі Перевальне річку перетинає євроавтошлях E105М18 (автомобільний шлях міжнародного значення на території України, Харків — Сімферополь — Алушта — Ялта).